# Айсарінський сільський округ
Айсарі́нський сільський округ (каз. Айсары ауылдық округі, рос. Айсаринский сельский округ) — адміністративна одиниця у складі Акжарського району Північноказахстанської області Казахстану. Адміністративний центр та єдиний населений пункт — село Айсарінське.
Населення — 235 осіб (2021; 331 у 2009, 927 у 1999, 1247 у 1989).
Станом на 1989 рік існувала Айсарінська сільська рада (села Айсарінське, Кзилагаш, аул Айсари).

## Склад
До складу округу входять такі населені пункти:
| Населений пункт   | Старі назви | Населення, осіб (1989) | Населення, осіб (1999) | Населення, осіб (2009) | Населення, осіб (2021) |
| ----------------- | ----------- | ---------------------- | ---------------------- | ---------------------- | ---------------------- |
| Айсари, аул       | -           | 258                    | -                      | -                      | -                      |
| Айсарінське, село | -           | 778                    | 817                    | 331                    | 235                    |
| Кизилагаш, село   | Кзилагаш    | 211                    | 110                    | -                      | -                      |